# ТЕС Гануш
33°55′34.7″ пн. ш. 10°5′35.5″ сх. д. / 33.926306° пн. ш. 10.093194° сх. д.
ТЕС Гануш (фр. Ghannouche) – теплова електростанція в Тунісі, споруджена за технологією комбінованого парогазового циклу. Знаходиться на півдні узбережжя країни біля міста Гануш, за 70 км від курортного острова Джерба.
В порту Габес з 1972 року вже діяла конденсаційна електростанція у складі двох енергоблоків потужністю по 30 МВт.  В 2011 році їх доповнили потужним (416 МВт) енергоблоком, генеральним підрядником спорудження якого виступила французька компанія Alstom. Він включає газову турбіну GT26, котел-утилізатор та парову турбіну, які в сукупності забезпечують паливну ефективність у 52,5%. Станом на момент введення блоку в експлуатацію це було найкращим показником серед туніських теплоелектростанцій (включаючи парогазові Сус В та Радес Карфаген).